# Lessac
Lessac település Franciaországban, Charente megyében. Lakosainak száma 534 fő (2022. január 1.). Lessac Abzac, Brillac, Hiesse, Availles-Limouzine, Pressac és Confolens községekkel határos.

## Népesség
A település népessége az elmúlt években az alábbi módon változott:
| Lakosok száma | 648  | 587  | 586  | 576  | 557  | 555  | 535  | 523  | 521  | 534  |
|               | 1968 | 1982 | 1990 | 2006 | 2013 | 2015 | 2017 | 2019 | 2020 | 2022 |